# 4
4 (IV) je bilo navadno leto, ki se je po julijanskem koledarju začelo na sredo, po proleptičnem julijanskem koledarju pa prestopno leto, ki se je začelo na torek.

## Dogodki
- cesar Gaj Avgust Oktavijan pozove Tiberija v Rim, kjer ga postavi za svojega naslednika in bodočega cesarja.